# Административное деление Магнитогорска

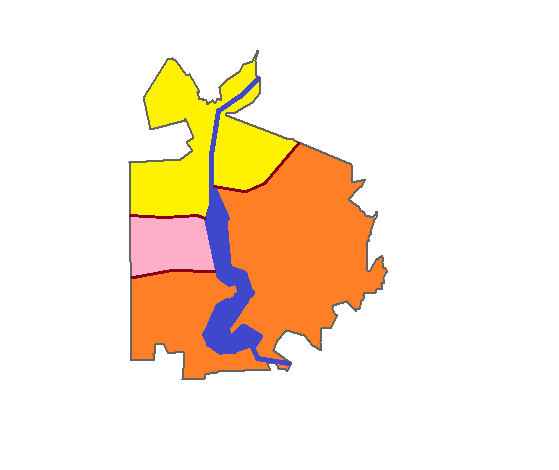
Районы Магнитогорска
Ленинский
Орджоникидзевский
Правобережный
река Урал

Город Магнитогорск, расположенный в Челябинской области, делится на 3 внутригородских района. 
В рамках административно-территориального устройства, он является городом областного значения.
В рамках местного самоуправления, город составляет муниципальное образование Магнитогорский городской округ или город Магнитогорск с единственным населённым пунктом в его составе.
Районы города не являются муниципальными образованиями.

## Внутригородские районы
|    | Внутригородской район   | Площадь, км² | Население, чел. | Код ОКАТО  |
| -- | ----------------------- | ------------ | --------------- | ---------- |
| 1. | Ленинский район         | [уточнить]   | ↘87 037         | 75 438 372 |
| 2. | Орджоникидзевский район | 230 км²      | ↗215 779        | 75 438 369 |
| 3. | Правобережный район     | [уточнить]   | ↗106 439        | 75 438 375 |

## Микрорайоны
Районы города включают микрорайоны, часть из которых организована в форме территориальных общественных самоуправлений.

## История
К 1939 году в городе выделялись 2 района: Кировский и Орджоникидзевский., к 1959 году — Кировский и Сталинский. К 1963 году были образованы 2 района: Левобережный и Правобережный. В 1972 году из частей Левобережного и Правобережных районов был выделен третий район: Ленинский. В 1984 году Левобережный район был преобразован в Орджоникидзевский с включением в его состав части Правобережного района (южнее улицы Завенягина).